# Сочинения Ивана Грозного

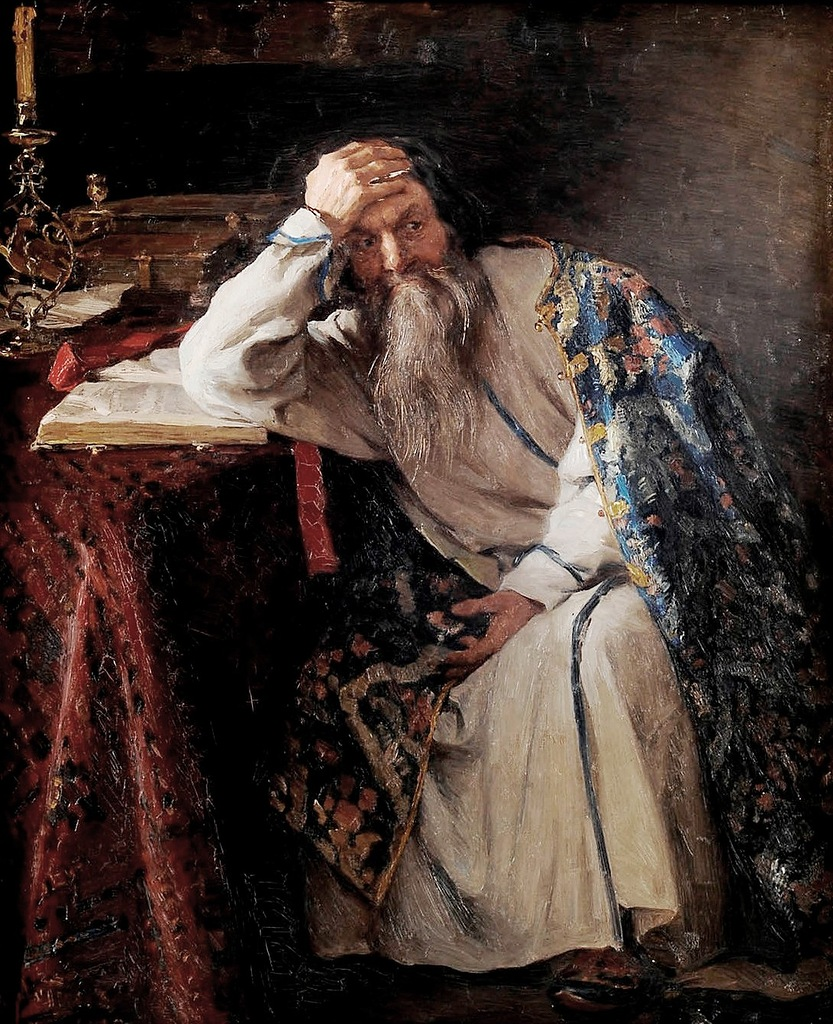
Иван Грозный на картине К. Л. Лебедева

Сочинения русского царя Ивана Грозного включают переписку с Андреем Курбским, королевой Англии Елизаветой I, опричником Василием Грязным, послания ещё ряду европейских правителей, литовских аристократов и русских эмигрантов. Это самые известные памятники русской литературы XVI века. По словам академика Д. С. Лихачёва, роль Ивана Грозного в историко-литературном процессе средневековой Руси громадна.

## Характеристика
«Послания царя Ивана Грозного — один из самых необычных памятников древнерусской литературы. Центральные темы его посланий — международное значение русского государства (концепция Москвы — „третьего Рима“) и божественное право монарха на неограниченную власть. Темы государства, правителя, власти занимают одно из центральных мест и у Шекспира, но выражены совсем другими жанрами и художественными средствами. Сила воздействия посланий Ивана Грозного — в системе аргументации, включающей библейские цитаты и выписки из священных авторов; факты из мировой и русской истории для проведения аналогий; примеры из личных впечатлений.»
Смелый новатор, изумительный мастер языка, то гневный, то лирически приподнятый (как, например, в своем завещании 1572 г.), мастер «кусательного» стиля, всегда принципиальный, всегда «самодержец всея Руси», пренебрегающий всякими литературными условностями ради единой цели — убедить своего читателя, воздействовать на него — таков Грозный в своих произведениях.Д. С. Лихачёв
«В полемических и частных посланиях Грозный значительно чаще пользуется фактами из личной жизни. Это позволяет автору, не загромождая послание риторикой, значительно оживлять стиль. Факт, переданный кратко и метко, сразу запоминается, получает эмоциональную окраску, придает необходимую для полемики остроту. Синтаксически факт обычно заключается в рамки одного предложения. Это предложение, как правило, простое, осложненное однородными сказуемыми, с использованием сниженной лексики. Иван Грозный широко использовал гиперболу, что связывает его стиль с традициями народного творчества и одновременно придает ему индивидуальность. Обычно гипербола сопровождает антитезу (послание игумену Козьме: „А Шереметьева как назвати братиею? — ано у него и десятой холоп, который у него в келии живёт, ест лутче братий, которыя в трапезе ядят“; „Досюдова в Кирилове и иглы было и нити лишние в келии не держати, не токмо иных вещей“). Послания Ивана Грозного предполагают многообразие интонаций — иронических, обличительных, сатирических, поучительных. Это лишь частный случай обширного влияния на послания живой разговорной речи XVI века, что очень ново в древнерусской литературе. На это обрушивался его оппонент Андрей Курбский: „Туто же о постелях, о телогреях, и иные, воистину, яко бы неистовых баб песни“»
Вряд ли существует в средневековье еще другой писатель, который бы так мало сознавал себя писателем, как Грозный и, вместе с тем, каждое литературное выступление которого обладало бы с самого начала таким властным авторитетом. Все написанное Грозным написано по случаю, по конкретному поводу, вызвано живой необходимостью современной ему политической действительности. И именно это наложило сильнейший отпечаток на его произведения. Он нарушает все литературные жанры, все литературные традиции, как только они становятся ему помехой. Он заботится о стиле своих произведений лишь постольку, поскольку это нужно ему, чтобы высмеять или убедить своих противников, доказать то или иное положение. Он политик, государственный человек прежде всего, и он вносит политическую запальчивость и в свои произведения. Все написанное им стоит на грани литературы и деловых документов, на грани частных писем и законодательных актов. И всюду он резко проявляет себя: в стиле, в языке, в темпераментной аргументации и, самое главное, в непрерывно дающих себя знать политических убеждениях.Д. С. Лихачёв
Помимо прославленной переписки с Курбским, особенно любопытны частные письма к опричнику Василию Грязному, именно своей «простотой». Изучая их, «…исследователи обращали большое внимание на стиль Грозного, подмечая скрытый диалог в царском послании и типичную для него манеру иронических вопросов. В письме к Грязному отразилась способность Ивана Грозного подстраиваться под стиль адресата; из всех царских писаний оно содержит наибольшее число просторечных оборотов».

## История
Начало литературной деятельности Ивана IV историк Б. Н. Флоря относит к 1560 году, когда в официальных грамотах от имени государства начинает проявляться индивидуальный полемический и возвышенный стиль царя. Обе грамоты были связаны с Ливонской войной и были адресованы шведскому королю Густаву I Вазе и императору Священной Римской империи Фердинанду I Габсбургу.
В отличие от обычной дипломатической переписки, в письме шведскому королю Густаву Вазе в январе 1560 года Иван Грозный указал не только на нарушение клятвы о выплате дани, но и на «ливонских людей неправды» — «крестное целование преступили и наших даней не давали, и церкви русские разорили, и в Риге, и на Колывани и в Юрьеве концы нашими завладели и гридни, и полаты, и погребы все освоили и нашим людям в них жити не давали и людям нашим в торгех неправды и обиды всякие делали».
Письмо от 20 февраля 1560 года императору Фердинанду I Габсбургу в ответ на его предложение прекратить войну Иван IV начинает обвинением в том, что ливонцы «преступиша заповедь Божия и прияша учение люторско». Он добавляет, что ещё на русско-ливонских переговорах 1554 года, когда их обвиняли в том, что они «церкви русские освоили», ливонцы обещали «церкви божь русские… очистити», однако вместо этого «церкви наши хрестьянские розбили и на тех, церковных местах сделали исход гноем человеческим». Таким образом, русский царь говорит о надругательстве над православными храмами, хотя ни в чём подобном во время официальных переговоров ливонцев не обвиняли. В грамоте приводятся также библейские изречения, что делает язык текста возвышенным. Русский государь старался обратить ливонцев на праведный путь, однако они не прислушались, а поэтому «меч и огонь приемлют не нашему хотению, но по своему изволению».
Тезис о войне как божьей каре для еретиков продолжается в ответе литовским послам 1563 года: «и как они свои закон порушили и в безбожную ересь отпали, ино на них от нашего повеленья огнь и меч пришёл». Право России по примеру «правоверствующих царей» наказывать еретиков в ответе подкрепляется ссылкой на слова апостола Иуды, призывающие спасать грешников от адского огня: «овех же страхом спасайте, от огня возхищающе» (Послание Иуды, I? 23). Б. Н. Флоря считает, что послание Фердинанду стало первым исходящим от царя текстов, направленных на утверждение превосходства над корреспондентом и показали две характерные для Грозного интонации переписки: поучение и насмешку.

## Список
переписка с европейскими монархами:
- Переписка Ивана Грозного и Елизаветы I
- императору Фердинанду I (1560)[4]
- шведскому королю Эрику XIV (1563)[4]
- шведскому королю Юхану III, 1572[5] и 1573[6]
- польскому королю Стефану Баторию, 1579[7] и 1581[8]
- Яну Ходкевичу[9]
- Яну Роките[10]
- Симеону Бекбулатовичу[11]

полемические:
- Переписка Ивана Грозного и Андрея Курбского[12][13]
- послание игумену Козьме в Кирилло-Белозерский монастырь, 1573[14]
- князю Александру Полубенскому[15]

частные:
- опричному думному боярину Василию Грязному, 1574[16][17]
- Тимофею Тетерину
- Сигизмунду II Августу и Григорию Ходкевичу от имени бояр

## Гимнография

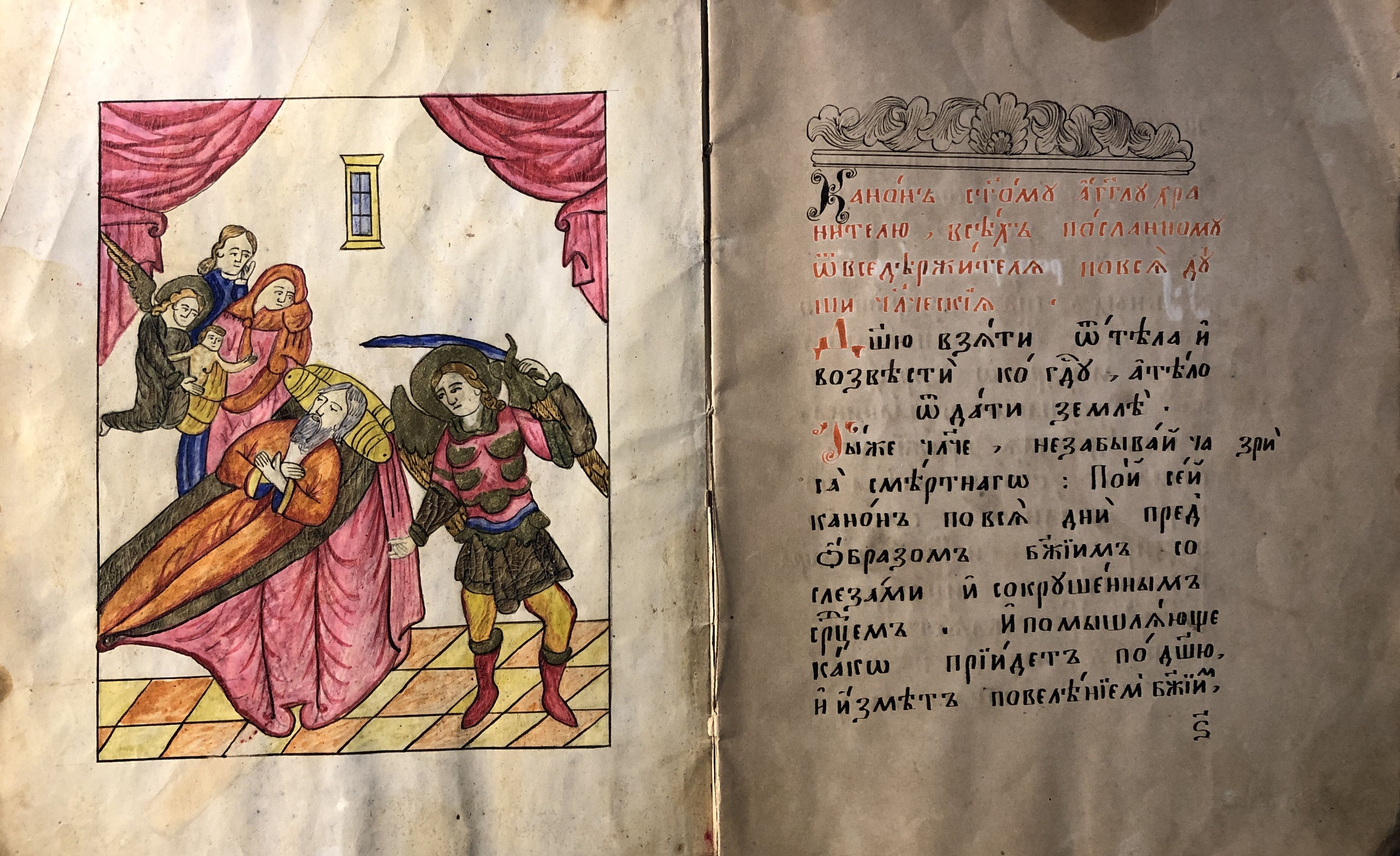
Канон Ангелу Грозному воеводе (старообрядческая лицевая рукопись, вторая половина XIX века)

Также Иван Грозный — автор стихир на Сретение Владимирской иконы Божией Матери, на преставление Петра митрополита Московского и всея Руси, канона Архангелу Михаилу (под псевдонимом Парфений Уродивый).